# آتیلا

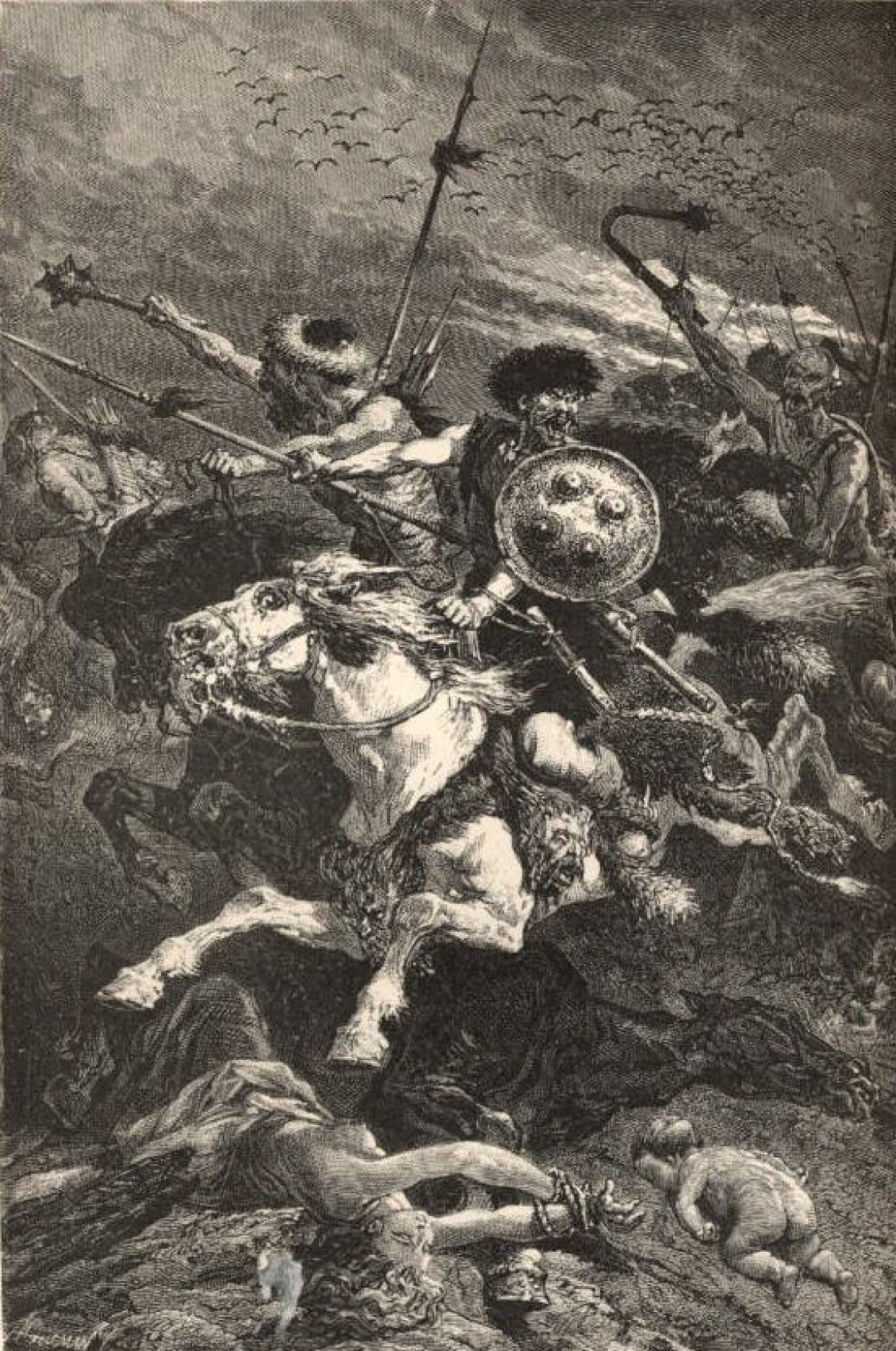
نگاره هون‌ها در جنگ دشت کاتالینی‌ها، نگاره نقاش فرانسوی، آلفونه ماری آدولف دنویل.

آتیلا (۴۰۵–۴۵۳ میلادی) یکی از رهبران قوم هون بود که بزرگ‌ترین امپراتوری تاریخ اروپا را که از رود اورال تا دانوب گسترده شده بود تشکیل داد. از آتیلا به‌عنوان یکی از ده فاتح بزرگ در سرتاسر تاریخ یاد می‌شود. در زمان فرمانروایی، وی یکی از مخوف‌ترین دشمنان امپراتوری‌های روم غربی و شرقی بود. رومیان به او لقب تازیانه خداوند داده بودند.
آتیلا در سال ۴۴۱ میلادی قصد حمله به ایران را داشت که توسط ساسانیان به رهبری یزگرد دوم در ارمنستان امروزی شکست خورد، از این رو حملات خود را با یورش به امپراتوری بیزانس دنبال کرد که باعث شد تا تصمیم به حملات بیشتری به سوی غرب بگیرد. وی در اروپا شهرهای بسیاری را نابود و غارت کرد. سرانجام، در نبرد دشت کاتالانی‌ها، در مقابل فلاویوس آییتیوس شکست خورد. در این جنگ، رومی‌ها با ویزیگوت‌ها، فرانک‌ها و آلانی‌ها متحد شده و به مصاف هون‌ها رفتند. هون‌ها در ناحیه بین رود وُلگا و دشت‌های مجارستان می‌زیستند، از آغاز سدهٔ پنجم به تاخت و تازهای فراوان و پُرسودی در حوالی رود دانوب دست زدند، بنابراین، در حدود ۴۴۰ تا ۴۴۵ میلادی، دربار آتیلا به تجمل و زیبائی آراسته بود، شمارهٔ اسیرانی که می‌گرفتند بسیار بود، هر دو زبان یونانی و لاتین در دربار تکلم می‌شد، و دبیرانِ رومی‌تبار رویدادهای خارجی را همواره به آگاهی خان می‌رساندند، آتیلا، زرد رنگتر از بیشتر افراد قومش بود، ساده می‌زیست و بی‌رحمی و خشونت نژادش را با ذوق دیپلماسی، ظرافت حقوقی و حتی آداب دانی درمی‌آمیخت، بی‌گمان راضی بود که با همسایگانش پیوندهای نیکو داشته باشد تا آزادانه بتواند خواربار و ساز و برگش را از منابع امپراتوری فراهم آوَرد، در ۴۴۰ میلادی معاهده‌ای با قسطنطنیه برای تحویل دام بسته شد و آتیلا عنوان شهروند رومی گرفت ولی پرداخت وجه دامها آن‌قدر عقب افتاد که در ۴۴۸ میلادی آتیلا به ناچار از دانوب گذشت، فیلیپولیس را گرفت و رهسپار پایتخت شد که امپراتور با وعدهٔ غرامت و حقوق او را از پیشروی بیشتر بازداشت، سال بعد تمامی این شرط‌ها نقض شد و ناممکن نیست که آتیلا را تشویق کردند که رو به غرب نماید.

## حکمرانی

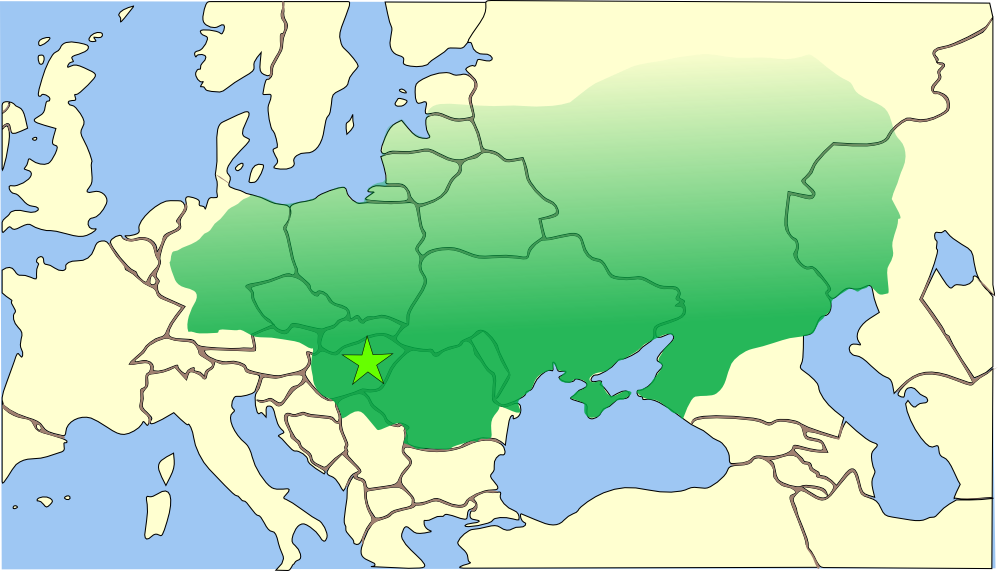
گستره امپراتوری هون

مرگ عموی آتیلا به نام روگیلا (راگا یا روا) در سال ۴۲۴ میلادی موجب شد که او به همراه برادرش بلدا (یا بودا) که فرزندان مونجوک بودند کنترل امپراتوری هون را به دست بگیرند. آتیلا دو بار به بالکان لشکر کشید و پیش از شکست در نبرد چالون از گل (فرانسه امروزی) تا اورلئان پیش رفت؛ وی در ۴۵۲ امپراتور روم غربی والنتینای سوم را از پایتختش راونا بیرون راند و به قسطنطنیه و رم رسید وی از تاختن به این دو شهر خودداری ورزید. در مارس ۴۵۱ میلادی، آتیلا همراه هفتاد هزار جنگجو و خانواده‌هایشان از راین گذشت و ژرمنهای وحشت زده را از پیش رویش می‌راند، زیرا وحشیگری‌های قومش در گُل از یادها نرفته بود، مِس، تروا، پاریس، و اورلئان فرو افتادند، در بهار سال بعد آتیلا کوشید به ایتالیا بتازد، نیروهایش سبک بودند زیرا تنها برای کسب غنیمت می‌آمدند، ارتش او آکویلیا را با خاک یکسان کردند که ساکنانش به ناچار به مرداب ریالتو (خاستگاه ونیز) پناه بردند، هنگام پیشروی به سوی رم به هیئت سفیران پاپ لئوی یکم برخوردند، مذاکرات پیش می‌رفت اما آتیلا توقف نمی‌نمود، پیش از این سوگند یاد کرده بود که اسبش را در رودخانه‌های اسپانیا آب بدهد، این بار بخت با اروپا مهربان بود، آتیلا در بهار سال ۴۵۳ ناگهان مُرد، امپراتوریش بی‌درنگ فرو ریخت و اردوهایش به سوی دریای آزوف پس نشستند.

## نام

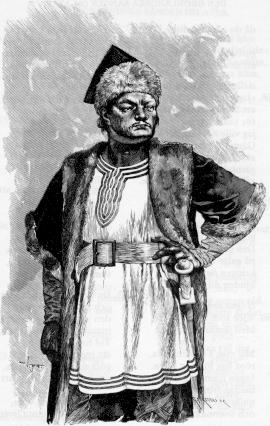
آتیلا از یکی از نسخه‌های کتاب اِدای شاعرانه.

منشأ نام آتیلا دقیقاً معلوم نیست چون اطلاعات بسیار کمی دربارهٔ اسامی هون‌ها موجود است. ممکن است این نام از کلمه آتیل که در آلتایی قدیم به معنی آب و نیز نام رود ولگا در زبان ترکی است، ایجاد شده باشد. (همچنین این نام را با آتالیق -به معنی پدرخوانده- که عنوانی مهم در قبایل ترک بوده مقایسه کنید) مورخ لهستانی نام آتیلا را به صورت آگویلا بکار برده که معنی کلمه آگوا در زبان لاتین آب است. برخی هم معتقدند که نام آتیلا از ترکیب کلمه ایتلت مجاری (به معنی قاضی) یا آتا در زبان گوتی (آتا -به معنی پدر-از زبان ترکی وارد این زبان شده است) با پسوند تصغیر ایلا ایجاد شده است. نوشته‌های تاریخی نشان می‌دهد که نام آتیلا در اروپای مرکزی قبل از آتیلای هون نیز رواج داشته است.
نام آتیلا در زبان‌های مختلف به شکل‌های متفاوتی مورد استفاده قرار می‌گیرد به عنوان مثال:
- در زبان انگلیسی: Ætla , Attle و Atlee
- در زبان ایتالیایی: Attila
- در زبان‌های اسکاندیناوی: Atli و Atle
- در زبان آلمانی: Etzel
- در زبان مجاری: Attila, Atilla و Etele
- در زبان ترکی استانبولی: Attila, Atila و Atilla
- در زبان قزاقی: Edil

## ویژگی‌های ظاهری

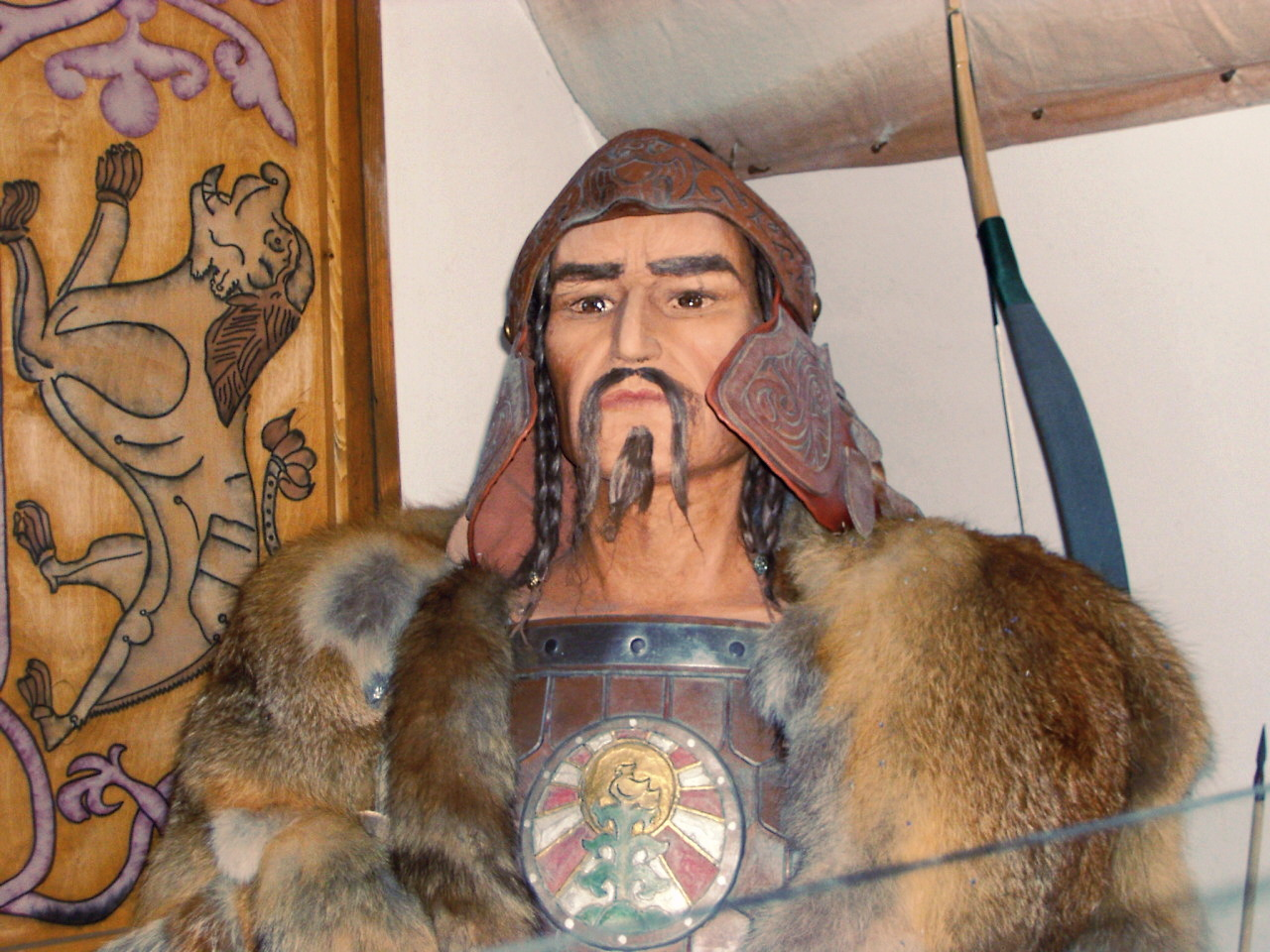
رخساره آتیلا در یک موزه در مجارستان

در منابع تاریخی که توسط ژوردانس تاریخ‌نگار اهل امپراتوری روم شرقی ارائه شده است او به شرحی از ظاهر و خلقیات آتیلا که توسط پریسکوس نقل‌شده اشاره کرده است:
او مردی بود که به دنیا آمده بود تا ملت‌ها را بلرزاند، عذاب همه سرزمین‌ها، کسی که به یک نحوی تمام بشر را با شایعات وحشتناکی که دربارهٔ او به گوش می‌رسید وحشت‌زده می‌کرد. او در قدم‌زدن خود مغرور بود، چشمانش را به همه جا می‌چرخاند، به طوری که قدرت روح مغرورش در حرکت بدنش ظاهر می‌شد. او در واقع عاشق جنگ بود، اما در عمل محتاط بود، قوی در مشورت، مهربان با بی‌پناهان و مهربان با کسانی که تحت حمایت او قرار گرفته بودند. قد او کوتاه بود، با سینه‌ای پهن و سر بزرگ؛ چشمانش کوچک بود، ریشش نازک و کم بود؛ و بینی تخت و پوست تیره‌ای داشت، که نشان دهنده اصالتش است.
عمده محققان و تاریخ‌نگاران تصریح کرده‌اند که این ویژگی‌ها به‌طور معمول ویژگی‌های مردمان آسیای شرقی هستند، زیرا در ترکیب با یکدیگر، با ویژگی‌های فیزیکی مردم شرق آسیا همخوانی دارند، بنابراین اجداد آتیلا احتمالاً از آنجا آمده‌اند.

## شمشیر آتیلا

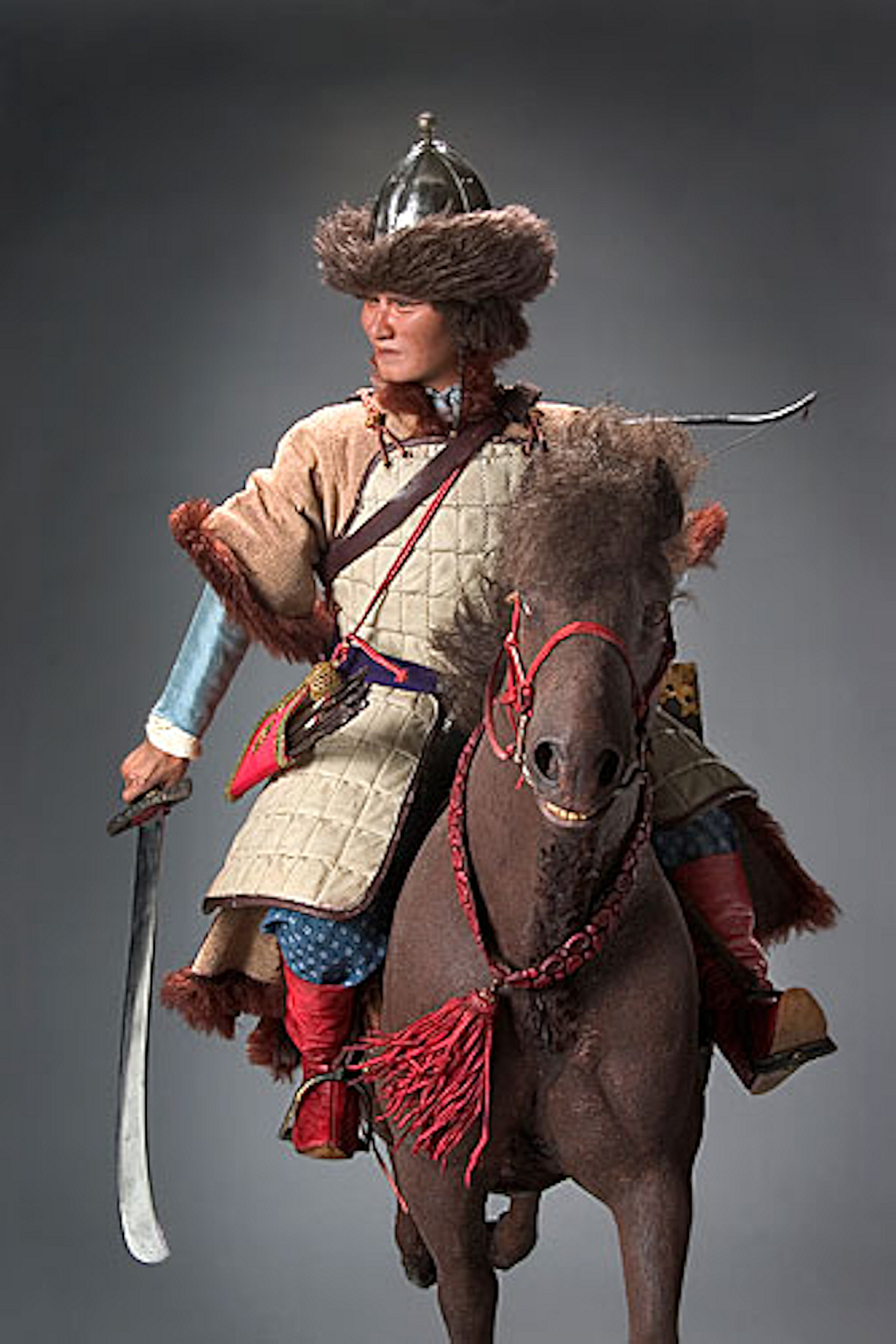
شمایل بازسازی‌شده آتیلا

نقل است که آتیلا شمشیری داشت به نام مارس که معتقد بود این شمشیر را خدای جنگ، مارس، به او هدیه کرده است. داستان از این قرار است که روزی در دوران جوانی در دشتی تنها بود که طوفانی برپا شد. او برای پناه بردن به مکانی امن هراسان می‌دوید تا خود را به سرپناهی برساند. در همین حین در مقابل پایش رعد و برقی بر زمین برخورد کرد و آنچه باقی گذاشت یک شمشیر بود با لبه‌ای پهن که آن را مارس نام نهاد.

## مرگ آتیلا
آتیلا که در شب زفاف آخرین ازدواجش با ایلدیکو که زنی جوان و زیبا از گوت‌ها بود در اثر خون‌ریزی بینی و به روایتی خون‌ریزی داخلی فوت کرد. هون‌ها جنازه آتیلا را در سه تابوت درون هم قرار دادند تابوت اول که جسد درون آن قرار داشت از طلا، تابوت دوم که تابوت طلایی را درون خود جا داده بود از نقره و سومین تابوت که تابوت نقره درون آن جای می‌گرفت از فولاد بود. تابوت آتیلا را در بستر رود تیزا دفن کردند.
آتیلا آن چنان محبوب مردم خود بود که در عزای او به جای اشک ریختن رگ‌های خود را می‌زدند و خون خود را می‌ریختند.

## نوادگان آتیلا
آتیلا فرزندان بسیاری داشت از میان فرزندان او سه تن از پسرانش به نامهای الاک، دنگیزیخ و ارناخ بر سر تصاحب تاج و تخت پدر به جنگ با یکدیگر پرداختند که این نزاع با پیروزی الاک همراه بود.

## وجهه آتیلا در میان ملل مختلف
در بیشتر کشورهای اروپای غربی وی نمادی از بیرحمی و تجاوزگری است. بر عکس برخی تاریخ‌نگاران وی را پادشاهی بزرگ و شریف دانسته‌اند. آتیلا در فرهنگ مجارها و ترکها و فرهنگهای وابسته یک قهرمان است. در افسانه‌های اسکاندیناوی نیز از آتیلا به نیکی یاد شده است. در منظومه‌های حماسی آلمانی‌ها آتیلا دیگر یک بلای آسمانی نیست. او پادشاهی است صلح‌جو که میلی به مبارزه و کشور گشایی ندارد. در سرود نیبلونگن این امر به‌وضوح دیده می‌شود.
در قزاقستان نیز آتیلا یک قهرمان است و بانک ملی این کشور تصویر او بر روی سکه‌های ۱۰۰ تنگه‌ای حک نموده است.
در سال ۱۸۲۹ محققی به نام یوری هوکا-ونلین (Jurij Huca-Venelin)  نظریه اسلاو بودن آتیلا و هونها را مطرح کرد که مورد توجه بسیار قرار گرفت. به دنبال او ایوان اگورویچ زابلین (Ivan Egorevic Zabelin) نیز بر پایه کمک آتیلا به اسلاوها در جنگ با گوت‌ها چنین ادعایی را مطرح کرد و در کتاب خود به نام «آتیلا و روسها» از آتیلا به عنوان حاکم مطلق تمامی روسها (اوکراینی‌ها، روسها و بلاروسها) دانست. انتساب تزارهای بلغارستان به آتیلا باعث محبوبیت او در بلغارستان شده است.

## کارهای هنری مرتبط با آتیلا

### موسیقی
- گروه متال نروژی دیمو بورگیر ترانه‌ای دربارهٔ آتیلا با نام Hunnerkongens Sorgsvarte Ferd Over Steppene سیر اندوهناک پادشاه هون در میدان جنگ ساخته است.[۲۲]
- گروه هوی متال آیسد ارث ترانه‌ای با نام آتیلا در آلبوم خود به نام The Glorious Burden (رسالت باشکوه) منتشر کرد. در این ترانه از دوران حکمرانی آتیلا سخن به میان آمده است.[۲۳]
- گروه هوی متال بریتانیایی Saxon در آلبوم سال ۲۰۰۶ خود به نام The Inner Sanctum (حریم باطنی) ترانه‌ای با نام آتیلا پادشاه هون را جای داده است.[۲۴]
- لونته سورنیی آهنگساز مجاری و عضو گره ایللس آهنگ اپرای راک به نام Attila, Isten kardja (آتیلا، شمشیر خداوند) را ساخته است.[۲۵]
- قطعه اپرا به نام Attila, König der Hunnen (آتیلا پادشاه هون) توسط جوزپه وردی ساخته شد که اشعارش توسط تمستوکل سلرا و اولین اجرای آن توسط زکریا ورنر در سالن تئاتر شهر ونیز در ۱۷ مارس سال ۱۸۴۶ انجام یافت.
- گروه متال مجاری دالریادا ترانه‌ای دربارهٔ شکوه آتیلا جد مجارها ساخته است این ترانه که در آلبوم سال ۲۰۰۸ این گروه با نام Szlek (بادها) جای گرفته است Égnek ostora (تازیانه آسمانی) نام دارد.[۲۶]

### فیلم
- آنتونی کوئین در فیلم The Scourge of God (تازیانه آسمانی) نقش آتیلا را برعهده گرفته است در این فیلم سوفیا لورن نیز به صورت افتخاری هنرنمایی کرده است.[۲۷]
- داگلاس سیرک در فیلم Sign of the Pagan (تأیید کافر) به دوران حکمرانی آتیلا پرداخته است او در این فیلم نقش آتیلا را به جک پالانس داده است.[۲۷]
- سریال تلویزیونی آتیلا در سال ۲۰۰۰ میلادی ساخته و سال بعد پخش شد. در این سریال جرارد باتلر نقش آتیلا را برعهده داشت.[۲۸]

### بازی
بازی Total War: ATTILA (جنگ تمام‌عیار: آتیلا) مربوط به ظهور و گسترش فرمانروایی آتیلا در اروپا و جنگ‌های وی با رومیان می‌باشد.

### سایر
- مارگارت تاچر نخست‌وزیر سابق انگلیس به صورت گسترده‌ای به آتیلای هون مشهور بود.[۳۰]
- در سال ۲۰۰۹ بانک مرکزی قزاقستان سکه‌های ۱۰۰ تنگه‌ای با نقش آتیلا ضرب نموده است.[۳۱]

## گالری تصاویر

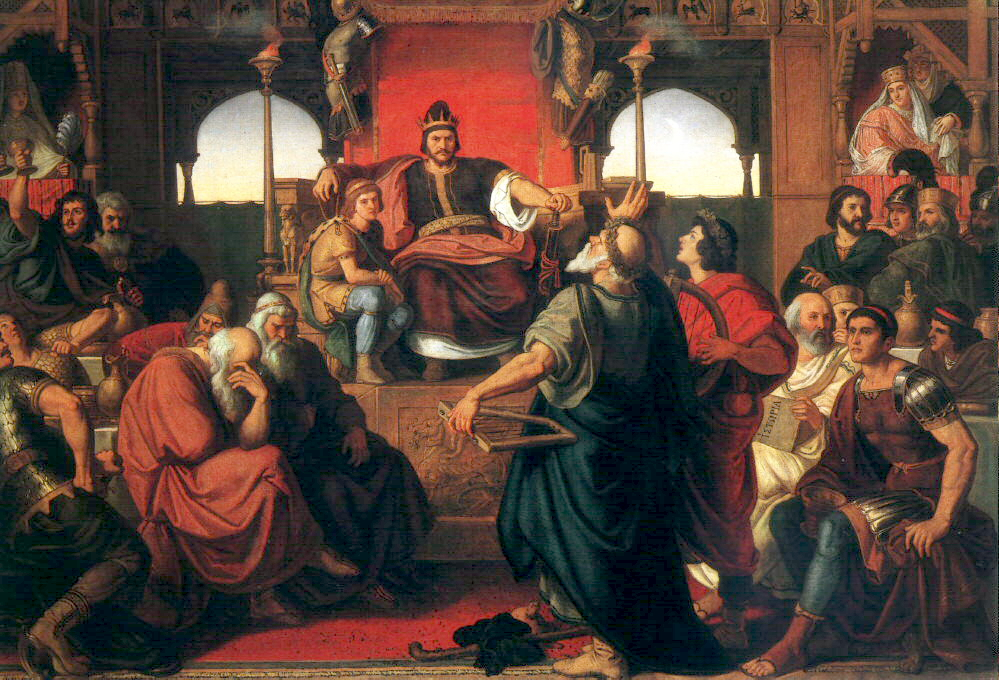
جشن آتیلا-اثر Mór Than
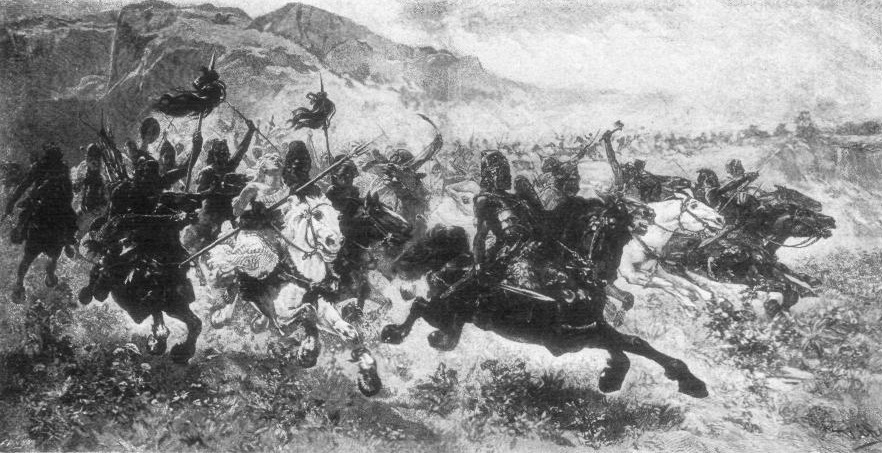
حمله هونها به ایتالیا تحت رهبری آتیلا
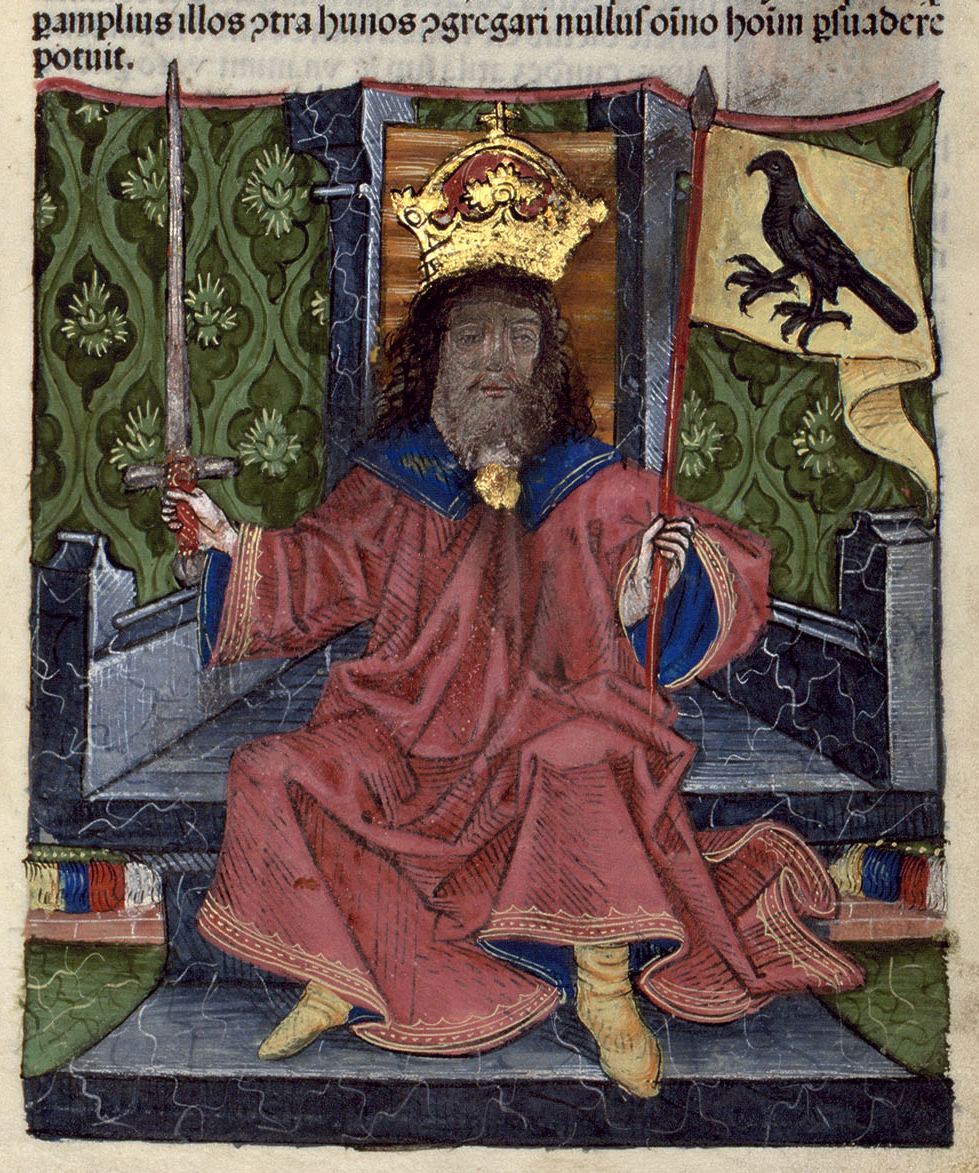
شاه آتیلا (۱۴۸۸ میلادی)
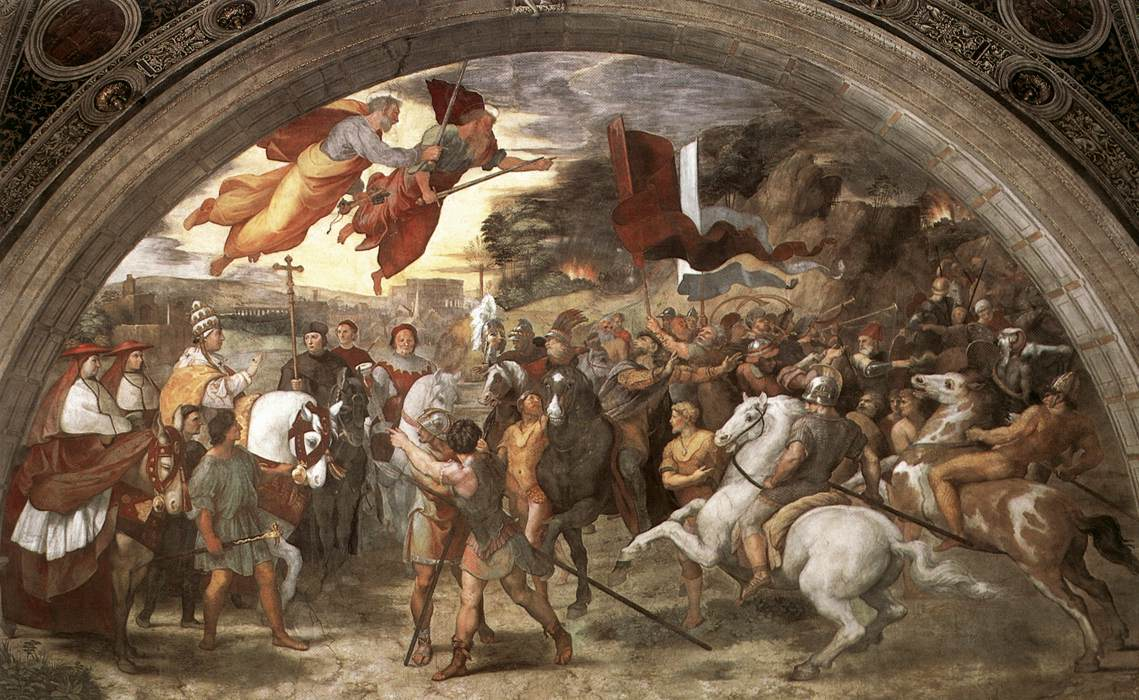
دیدار پاپ لئو کبیر و آتیلا
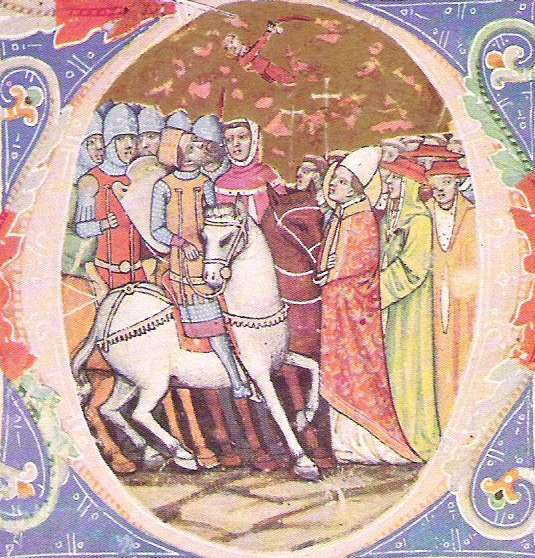
دیدار پاپ لئو کبیر و آتیلا
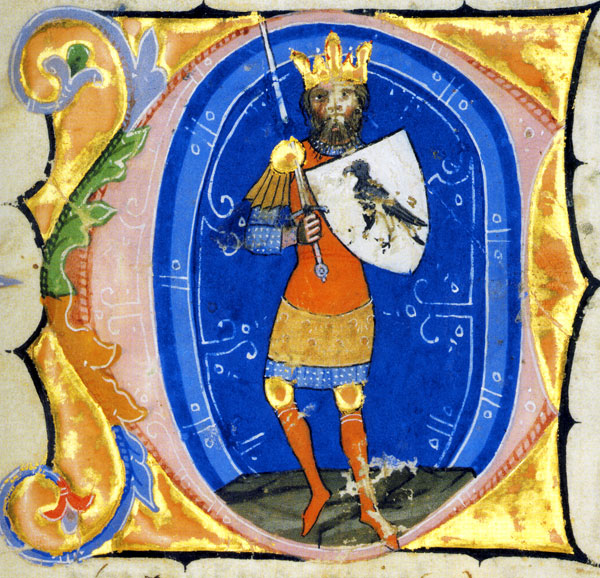
شاه آتیلا همراه با شمشیر و سپر (بر روی سپر تصویر پرنده تورول نقش بسته است) ۱۳۵۸ میلادی